# Јелка Стаматовић-Николић
Јелка Стаматовић-Николић (Врање, 20. октобар 1895–1983, Београд) професор музике, концертна певачица (мезосопран)

## Биографија
Јелена Јелка Стаматовић је рођена у Врању 1895. године, од родитеља Светозара инжињера (из Новог Сада) и Љубице Накараде (из банатског села Орловата).
Отац Светозар (1856-1904) потиче из чувене војвођанске породице Стаматовић; унук је проте Павла Стаматовића свештеника и књижевника из Сегедина. Светозар је као аустроугарски поданик прешао у Краљевину Србију да би радио на изградњи жељезничке пруге. Затим је био на служби у Врању (1892-1904), где је радећи као окружни инжињер достигао I класу. Умро је у лето 1904. године, од последице пада са коња, током дужности. Породица, удовица Љубица "Бајка" са четворо малолетне деце се преселила у Београд. Станују у Београду у Делиградској улици бр. 40, живе у оскудици издржавајући се од очеве пензије. Код кафане "Шишко" на Цветном тргу на Теразијама, неколико година је мајка држала (као закупац - продавац) "киоск" за продају дувана и таксених маркица. За дивно чудо, тадашња београдска културна и академска елита свакодневно посећује Стаматовиће; и у неугледном киоску и у породичном дому - салону са клавиром. Клавир је добила на поклон од старе рођаке из Сремских Карловаца, из тамошње угледне породице Симеоновић-Чокић. Јелка је тако одрастајући упознала много познатих и креативних људи, међу које ће усмерити свој будући живот. 
Школовање је Јелка започела у Врању, па наставила у Београду. Као дете певала је у омладинском хору, којем је дириговао Мокрањац. Стеван Мокрањац ју је усмерио када је имала 13 година: ово дете треба да се посвети музици. Послушала  га је, мада није могла сасвим разумети. Као талентована за певање учила је приватно код Милоја Милојевића. Похађала је редовно "Српску музичку школу" у Београду, код професорке Иванке Милојевић. Студије музике наставила је након Првог светског рата на Конзерваторијуму у Прагу. Певање је учила у класи професора К. Марфова, и паралелно учила клавир код професора Р. Весали. Дипломирала је 1921. године, две године раније, са одличним успехом, изводећи композиције Шумана и Шуберта. Касније се усавршавала и наступала у Прагу и Паризу (1936).
За време Првог светског рата, портретисао ју је 1916. године у окупираном Београду њен и породични пријатељ, остарели сликар Урош Предић. А 1924. године портретише је сликарка Зора Петровић, родом из Добрице.
По окончању студија враћа се у Београд, где прво 1922. године постаје предавач соло певања у Музичкој школи. Постављена је октобра 1922. године у Другој женској гимназији у Београду за привремену учитељицу вештина, прешла је ту из Прве. Тада је (1922) превела са чешкој језика на српски, књигу Јаромира Борецког: "Бенџих Сметана". у издању "Освит"-а из Београда.
До Другог светског рата предаваће у средњој школи у српској престоници. Најчешће предаје музику у Другој и Трећој женској гимназији (пред рат).
Удала се 1931. године за београдског адвоката Момира Николића (1896-1978). У складном браку нису имали деце. Од удаје ређе наступа; тек 1934. године поново је и чешће присутна на београдској сцени.

## Концертна певачица
Наступа у међуратном периоду као концертна певачица, привлачи пажњу због лепе и префињене појаве. Јелка је по мишљењу једног упућеног савременика, певачица лепо обојеног меканог мезосопрана, велике музичке и опште културе. С ванредним осећањем за мелодију, посвећивала се интерпретовању искључиво соло песама. Заслужна је и те како за развој камерног концертног певања у Србији. Добијала је годинама ласкаве критике, и због извођења и због богатог и разноврсног репертоара. Признања јој стижу из културних средина, које имају музичку традицију и држе висок естетски реноме. Али има и посматрача појединаца који јој траже недостатке, попут види јој се туга на лицу (алудирајући на детињство без оца), или орган (гласа) јој није довољно звучан (када је изводила шпанске песме). 
Концертни деби наступ имала је 15. децембра 1921. године, у београдској концертној дворани "Станковић". Наступила је у оквиру четвртог камерн-музичког концерта руског трија Слатик и Зирко. Изводила је песме руских аутора. Музички педагог Милоје Милојевић јој је посветио тим поводом пажњу у "Српском књижевног гласнику": то је био њен пун и лепо заслужен успех. Следе бројни концерти, понекад и турнеје по југословенској држави и шире. Певала је тако у Панчеву (1923), Дубровнику (1923), Загребу (1923, 1926), Прагу (1927, 1936), Љубљани (1928), турнеји по Далмацији (1928), Нанси у Француској (1929), Паризу (1936)...
У Београду сваке године редовно држи концерте, по више пута, соло (са и без клавира) или са још неким извођачем. Њен репертоар је пробран и богат; изводи композиције Шуберта, Шопена, Дворжака, Новака, Дебисија, Равела. Приређивала је тематска извођења, попут руских, чешких, скандинавских (1926), шпанских (1927), француских (1927) али и домаћих аутора, попут Косте Манојловића, Петра Коњовића, Стевана Христића, Милојевића, Мокрањца и других. 
Од оснивања Београдске филхармоније (1923), наступала је на тој сцени много пута. У уметничком павиљону "Цвијета Зузорић" изводи 1930. године дела модерних композитора. Приредила је 1934. године у дворани "Коларчевог универзитета" концертно вече посвећено Францу Шуберту. Наступила је тужним поводом, 29. октобра 1934. године, на комеморативном скупу посвећеном сенима трагично погинулог југословенског краља Александра I Карађорђевића, у Уметничком павиљону на Калемегдану. Пред сам Други светски рат, 17. фебруара 1941. године учествује на свечаном концерту на "Коларцу". Удружење пријатеља словенске музике је приредило том приликом прославу седамдесетогодишњице чешког композитора Вјећеслава Новака.
Наступала је више пута у земљи и иностранству, уживо на радију. Радо је виђена пред микрофоном Радио Београда. Диригује годинама истрајно, женским гимназијским хором; наступа са њим о разним поводима. Друштвено је активна и пожртвована, несебично се даје, диригујући и другим хоровима, на свечаностима и хуманитарним забавама.

## Универзитетска каријера
Након Другог светског рата, 1945-1964. године траје њена универзитетска каријера. Прво је ванредни па редовни професор соло-певања на Уметничкој академији у Београду. Била је неколико пута шеф Одсека за соло-певање на Академији. За студенте који су се спремали за певање написала је уџбеник под насловом "Соло певање". Књига је имала два издања 1950. и 1953. године.
Још августа 1928. године додељен јој је Орден Св. Саве V реда, за културни допринос друштву.